# Pure Earth
Pure Earth ist eine 1999 in New York unter dem Namen Blacksmith Institute gegründete private Organisation, die Projekte zur Beseitigung von gravierenden Umweltverschmutzungen unterstützt. Hierbei arbeiten sie eng mit Nichtregierungsorganisationen und den betroffenen Regierungen zusammen. Unter anderem stellt sie strategische, technische und auch finanzielle Unterstützung zur Verfügung, indem sie Experten für das jeweilige Problem ausfindig macht und Sponsoren für die Finanzierung der Aufräumarbeiten findet.
Benannt wurde das Institut nach dem englischen Wort für Grobschmied, da dieser speziell früher in schmutzigsten Umgebungen arbeitete und dabei trotzdem nützliche, praktische und haltbare Dinge schuf. Die Namensänderung in Pure Earth (Reine Erde), die im März 2015 erfolgte, geschah auf Vorschlag von Dev Patel, des Hauptdarstellers in dem Film Slumdog Millionär, da er die Absicht des Institutes in zwei Worten positiv darstellen würde.

## Listen der am stärksten verschmutzten Orte
Im November 2003 begann das Institut seine Polluted Places Initiative, um stark verunreinigte Orte in der Welt zu identifizieren. Über eine Online-Nominierung wurden teils noch weithin unbekannte Orte identifiziert. Diese wurden dann überprüft und Berichte erstellt. Danach wurde Kontakt mit den Regierungen, ortsansässigen Unternehmen und örtlichen Interessenvertretern aufgenommen.
Am 18. Oktober 2006 veröffentlichte das Institut erstmals eine Liste der am meisten verschmutzten Orte. Zuvor wurden weltweit 300 Orte untersucht und daraus die zehn am stärksten verschmutzen Orte ermittelt. Die weltweite Umweltverschmutzung macht Menschen krank und ist in den in der Liste aufgeführten Orten für bis zu 20 Prozent aller Todesfälle verantwortlich, so kommentierte Richard Fuller, der Direktor des Instituts, seine Ergebnisse.
Es wurde entschieden, die Orte nicht in eine endgültige Rangfolge zu bringen. Es sei schlimm genug, auf der Liste der zehn meist verschmutzten Orte der Welt zu sein; man brauche nicht noch auf eine dieser Städte zu zeigen und diese zur schlimmsten zu erklären.

### Die Top 10(in alphabetischer Anordnung, Stand 2006)
| Ort, Land                                   | Potentiell betroffene Bevölkerung | Betroffenes Medium  | Schadstoffe | Verursacher                                                 | Aktuelle Gegenmaßnahmen                                   |
| ------------------------------------------- | --------------------------------- | ------------------- | --- | ----------------------------------------------------------- | --------------------------------------------------------- |
| Dserschinsk, Russland                       | 300.000                           | Wasser, Boden       | Rückstände (Chemikalien, giftige Nebenprodukte) aus der Zeit der Chemiewaffenproduktion im Kalten Krieg, u. a. Sarin, VX, Lewisit sowie Blei            | Staatliche Chemiewaffenproduktionsanlagen, Industriebetrieb | in Planung                                                |
| Haina, Dominikanische Republik              | 85.000                            | Boden               | Blei | Batterie-Recycling                                          | keine                                                     |
| Kabwe, Sambia                               | 250.000                           | Boden               | Blei, Cadmium | Bergbau                                                     | Sanierungsprozess mit Unterstützung der Weltbank begonnen |
| La Oroya, Peru                              | 35.000                            | Luft, Boden         | Blei, Kupfer, Zink, Schwefeldioxid (SO2), | Erzgewinnung und Verhüttung                                 | unbekannt                                                 |
| Linfen, Shanxi Provinz, Volksrepublik China | 3.000.000                         | Luft, Wasser        | Flugasche, Kohlenmonoxid (CO), Stickoxide (NOx), Schwefeldioxid (SO2), Feinstaub (PM2,5, (PM10)), Flüchtige organische Verbindungen (VOCs), Arsen, Blei | Verschiedene Industriebetriebe                              | unbekannt                                                 |
| Mailuussuu, Kirgisistan                     | 23.000                            | Wasser, Boden       | Radioaktive Uranabfälle, Schwermetalle, Cyanide | ehemalige Uranfabrik                                        | geplant (Unterstützung durch Weltbank)                    |
| Norilsk, Russland                           | 134.000                           | Luft, Wasser, Boden | Staub, u. a. 137Cs, 90Sr, Schwefeldioxid (SO2), Stickoxide (NOx), Nickel, Kupfer, Cobalt, Blei, Selen, Phenole                                          | Bergbau und Hüttenwerke                                     | unbekannt                                                 |
| Ranipet, Indien                             | 3.500.000                         | Wasser, Boden       | Gerbereiabfälle, u. a. Chrom-Verbindungen, Azofarbstoffe                                                                                                | Gerbereien                                                  | geplant                                                   |
| Rudnaja Pristan (Dalnegorsk), Russland      | 90.000                            | Boden               | Blei, Cadmium, Quecksilber, Antimon | Bergbau                                                     | keine                                                     |
| Tschernobyl, Ukraine                        | ursprüngl. 5,5 Mio.               | Wasser, Boden       | Uran, Plutonium, radioaktives Iod, 137Cs, 90Sr, und andere Metalle                                                                                      | Kernkraftwerk Tschernobyl                                   | laufend                                                   |

### Die Top 10(in alphabetischer Anordnung, Stand 2007)
Auch im Jahr 2007 wurde wieder eine Liste der am meisten verschmutzen Orte veröffentlicht, diesmal in Kooperation mit Green Cross Schweiz. Die Orte Haina, Mailuussuu, Ranipet und Rudnaja Pristan sind nicht mehr unter den ersten zehn.
| Ort, Land                                   | Potentiell betroffene Bevölkerung | Betroffenes Medium  | Schadstoffe | Verursacher                                              | Aktuelle Gegenmaßnahmen                                   |
| ------------------------------------------- | --------------------------------- | ------------------- | --- | -------------------------------------------------------- | --------------------------------------------------------- |
| Dserschinsk, Russland                       | 300.000                           | Wasser, Boden       | Rückstände (Chemikalien, giftige Nebenprodukte) aus der Zeit der Chemiewaffenproduktion im Kalten Krieg, u. a. Sarin, VX, Lewisit sowie Blei            | Staatl. Chemiewaffenproduktionsanlagen, Industriebetrieb | in Planung                                                |
| Kabwe, Sambia                               | 255.000                           | Boden               | Blei, Cadmium | Bergbau                                                  | Sanierungsprozess mit Unterstützung der Weltbank begonnen |
| La Oroya, Peru                              | 35.000                            | Luft, Boden         | Blei, Kupfer, Zink, Schwefeldioxid (SO2), | Erzgewinnung und Verhüttung                              | unbekannt                                                 |
| Linfen, Shanxi Provinz, Volksrepublik China | 3.000.000                         | Luft, Wasser        | Flugasche, Kohlenmonoxid (CO), Stickoxide (NOx), Schwefeldioxid (SO2), Feinstaub (PM2,5, (PM10)), Flüchtige organische Verbindungen (VOCs), Arsen, Blei | Verschiedene Industriebetriebe                           | unbekannt                                                 |
| Norilsk, Russland                           | 134.000                           | Luft, Wasser, Boden | Staub, u. a. 137Cs, 90Sr, Schwefeldioxid (SO2), Stickoxide (NOx), Nickel, Kupfer, Cobalt, Blei, Selen, Phenole                                          | Bergbau und Hüttenwerke                                  | unbekannt                                                 |
| Sukinda, Orissa, Indien                     | 2.600.000                         | Wasser, Boden, Luft | Chrom | Chrom-Bergbau und Verarbeitungsindustrie                 | keine                                                     |
| Sumqayıt, Aserbaidschan                     | 275.000                           | Luft, Boden         | Kohlenstoff, Erdöl, Schwermetalle wie Quecksilber | Verschiedene Industriebetriebe, hauptsächlich Erdöl      |                                                           |
| Tianying, Volksrepublik China               | 140.000                           | Luft, Boden         | Blei und weitere Schwermetalle | Bergbau und Verhüttung                                   |                                                           |
| Tschernobyl, Ukraine                        | ursprüngl. 5,5 Mio.               | Wasser, Boden       | Uran, Plutonium, radioaktives Iod, 137Cs, 90Sr, und andere Metalle                                                                                      | Kernkraftwerk Tschernobyl                                | laufend                                                   |
| Vapi, Gujarat, Indien                       | 71.000                            | Boden, Wasser, Luft | Chemikalien und Schwermetalle | Verschiedene Industriebetriebe                           |                                                           |

### 2008
2008 veränderten das Blacksmith Institute und Green Cross Switzerland ihr System etwas. Anstatt die Aufmerksamkeit auf einige wenige Orte zu lenken, veröffentlichten sie eine etwas andere Top-Ten-Liste als in den Vorjahren: die World’s Worst Pollution Problems, also jene Verschmutzungsprobleme, die weltweit am meisten Schäden anrichten.
Zusätzlich wurden weitere Listen geschaffen:
- „Die 4 am meisten ignorierten Umweltschutzprobleme“
- „Die Top 8 jener Umweltschutzprobleme, die besonders Kinder belasten“
- „Die Top 7 der Umweltschutzprobleme in Afrika“
- „Die Top 4 jener Umweltschutzprobleme, unter der zukünftige Generationen besonders leiden werden“

### Die Top 10(in alphabetischer Anordnung, Stand 2013)
2013 wurde wieder eine Liste der am meisten verschmutzten Orte veröffentlicht. Erneut in Kooperation mit Green Cross Schweiz. Die Orte La Oroya, Linfen, Sukinda, Sumqayıt, Tianying und Vapi sind nicht mehr in der Top 10.
| Ort, Land                                          | Potentiell betroffene Bevölkerung | Betroffenes Medium  | Schadstoffe | Verursacher                                              | Aktuelle Gegenmaßnahmen                                             |
| -------------------------------------------------- | --------------------------------- | ------------------- | --- | -------------------------------------------------------- | ------------------------------------------------------------------- |
| Agbogbloshie in Accra, Ghana                       | 40.000 bis 250.000                | Luft, Wasser, Boden | Blei, Cadmium, Quecksilber | Elektronikschrottverarbeitung in Agbogbloshie            | Sanierungsprozess seit 2008, Erfolge bisher jedoch nur geringfügig  |
| Mündungsdelta des Citarum, bei Jakarta (Java)      | 500.000 direkt, 5 Mio. indirekt   | Wasser, Boden       | Chemikalien, darunter Blei, Cadmium, Chrom und Pestizide                                                                                     | ungeklärte Industrie-Abwässer der Hauptstadt             | Abhilfe mit Kreditmitteln der asiatischen Entwicklungsbank begonnen |
| Dserschinsk, Russland                              | 300.000                           | Wasser, Boden       | Rückstände (Chemikalien, giftige Nebenprodukte) aus der Zeit der Chemiewaffenproduktion im Kalten Krieg, u. a. Sarin, VX, Lewisit sowie Blei | Staatl. Chemiewaffenproduktionsanlagen, Industriebetrieb | in Planung                                                          |
| Hāzāribāgh in Dhaka, Bangladesch                   | 160.000                           | Wasser, Luft        | Chrom | rund 250 Gerbereien                                      | unbekannt                                                           |
| Kabwe, Sambia                                      | 300.000                           | Boden               | Blei, Cadmium | Bergbau                                                  | Sanierungsprozess macht bedeutende Fortschritte                     |
| Süd- und Zentral-Kalimantan, Borneo, Indonesien    | 225.000                           | Luft, Wasser        | Quecksilber, Cadmium | Handwerkliche Goldgewinnung im Amalgamverfahren          | Bildungsarbeit bei den Goldschürfern                                |
| Río Matanza-Riachuelo in Buenos Aires, Argentinien | 20.000                            | Wasser, Boden       | Schwermetalle und Flüchtige organische Verbindungen, insbesondere Toluol                                                                     | Industrieabwässer, vor allem Färbereien                  | Sanierung mit erheblichen Kreditmitteln der Weltbank begonnen       |
| Ölpest im Nigerdelta, Nigeria                      | unbekannt                         | Wasser, Boden       | Erdöl und Kohlenwasserstoffe | Ölförderung                                              | ungewiss                                                            |
| Norilsk, Russland                                  | 134.000                           | Luft, Wasser, Boden | Staub, u. a. 137Cs, 90Sr, Schwefeldioxid (SO2), Stickoxide (NOx), Nickel, Kupfer, Cobalt, Blei, Selen, Phenole                               | Bergbau und Hüttenwerke                                  | unbekannt                                                           |
| Tschernobyl, Ukraine                               | ursprüngl. 5,5 Mio.               | Wasser, Boden       | Uran, Plutonium, radioaktives Iod, 137Cs, 90Sr, und andere Metalle                                                                           | Kernkraftwerk Tschernobyl                                | laufend                                                             |